# Mustapha Barat
Mustapha Agoumi Barat (* 2. August 1959 in Oran, Algerien) ist ein marokkanisch-brasilianischer Kameramann und Produzent. Gelegentlich trat er auch als Schauspieler vor die Kamera, jedoch nur in kleinen Nebenrollen.
Er lebt in New York und Rio de Janeiro und arbeitet in mehreren Ländern, mit einem Schwerpunkt in Brasilien. Er ist marokkanischer und brasilianischer Staatsbürger und spricht fließend sechs Sprachen: Arabisch, Französisch, Portugiesisch, Englisch, Italienisch und Spanisch.

## Werdegang
Mustapha Barat wurde 1959 in der algerischen Hafenstadt Oran geboren, wie seine Mutter, die Fotografin Martine Barrat. Wie sie wuchs er danach in Frankreich auf. Er lebte in New York und lernte dort brasilianische Künstler kennen und freundete sich mit einigen an, darunter die Sängerin Marisa Monte oder 1978 der Maler Hélio Oiticica. Auch seine Mutter hatte Kontakte nach Brasilien, wo sie für den Modedesigner Kansai Yamamoto in der Favela Rocinha in Rio de Janeiro fotografierte.
1988 arbeitete er erstmals als hauptverantwortlicher Kameramann, für den Kurzfilm À suivre des französischen Fotografen und Regisseurs Robinson Savary, mit Michael Lonsdale in der Hauptrolle. Im Folgejahr war er für die Kamera des US-Kinofilms Alien Terror verantwortlich. 1994 bis 1995 war er erstmals als Produzent tätig, für die brasilianische Telenovela Pátria Minha des Senders TV Globo. Von 1996 bis 2000 war er Kameramann für das langjährige Nachrichtenmagazin Primetime Live der US-amerikanischen ABC News. Es folgten zahlreiche Arbeiten für Dokumentarfilme, Spielfilme, Kurzfilmprojekte und Fernsehserien in mehreren Ländern, immer häufiger nun in Brasilien.
Im Juli 2022 wurde Barat zum Präsidenten des internationalen Verbands der Kameraleute IMAGO gewählt, als erster lateinamerikanischer Kameramann, nachdem er bereits Präsident des Verbands der brasilianischen Kameraleute (Associação Brasileira de Cinematographia, ABC) geworden war.

## Privates
Barat war sieben Jahre lang mit einer Brasilianerin verheiratet, aus der Ehe ging die gemeinsame Tochter Acha hervor.
Er lebt heute zwischen New York und Rio de Janeiro.

## Filmografie

### Kamera (Auswahl)
- 1988: À suivre (Kurzfilm); Regie: Robinson Savary
- 1989: Alien Terror; Regie: Richard W. Haines
- 1992: Last Supper; Regie: Robert Frank
- 1995, 1998: Real Sex (Fernsehreihe, zwei Folgen)
- 1996–2000: Primetime Live (Fernsehen)
- 1999: The Art of Amália (Doku.), Regie: Bruno de Almeida
- 2004: Estátua de Lama (Kurzfilm); Regie: Adolfo Lachtermacher
- 2004: Turma da Mônica em Cine Gibi: O Filme; Regie: José Márcio Nicolosi (Kinofilm zur Kinderfernsehserie Turma da Mônica)
- 2005: Giuliani Time (Doku.); Regie: Kevin Keating
- 2005: Samba On Your Feet (Doku.); Regie: Eduardo Montes-Bradley
- 2005: À la recherche d'Orfeu Negro (Doku.); Regie: René Letzgus, Bernard Tournois
- 2005: American Masters (Fernsehserie), Folge No Direction Home: Boby Dylan (Staffel 19, Folge 7)
- 2005: Suzana de Moraes (Doku.); Regie: Suely Rolnik
- 2007: Memória do Movimento Estudantil (Doku.); Regie: Silvio Tendler
- 2010: BBC Learning Episode: Brazil - Music Dance and Art (Fernsehreihe, eine Folge)
- 2012: Chico Buarque - Na Carreira (Doku., Fernsehfilm); Regie: Gabriela Gastal, Dora Jobim
- 2014: O Brasil de Darcy Ribeiro - O Paraiso Perdido (Fernsehreihe, eine Folge)
- 2016: Luz & Sombra: Fotógrafos do Cinema Brasileiro (Fernsehreihe)
- 2017: O Som do Vinil (Fernsehreihe)
- 2017: Desarquivando Alice Gonzaga (Doku.); Regie: Betse De Paula
- 2020: A Luz de Mario Carneiro (Doku.); Regie: Betse De Paula
- 2021: O Síndico (Miniserie)
- 2022: O Debate; Regie: Caio Blat
- 2023: Moisture (Kurzfilm); Regie: Duda Gorter

### Produzent
- 1994–1995: Pátria Minha (Telenovela)

## Auszeichnungen
- 2004: Estátua de Lama: Coxiponé-Preis für die beste Kurzfilm-Kamera beim Filmfestival von Cuiabá (Brasilien)
- 2023: Moisture: beste Kurzfilm-Kamera beim Tokyo Shorts Filmfestival (Japan)[5]